# Цветочный (Курская область)
Цвето́чный — посёлок в Касторенском районе Курской области России. Входит в состав Андреевского сельсовета.

## История
В 1966 году указом Президиума Верховного Совета РСФСР посёлок госзеленхоза переименован в Цветочный.

## Население
| 2002 | 2010 |
| ---- | ---- |
| 231  | ↘175 |

## Улицы
- ул. Заречная,
- ул. Лесная,
- ул. Садовая,
- ул. Солнечная,
- ул. Центральная